# Henri Camara
Henri Camara, senegalski nogometaš, * 10. maj 1977, Dakar, Senegal.
Camara je nekdanji nogometaš, ki je igral na položaju napadalca. 